# 駒ノ里秀雄
駒ノ里 秀雄（こまのさと ひでお、1909年10月1日 - 1971年3月16日）は、東京府荏原郡（現：東京都世田谷区弦巻）出身の元大相撲力士。本名は近藤 秀吉（こんどう ひできち（ひでよし））。

## 来歴
1909年10月1日に東京府荏原郡（現：東京都世田谷区弦巻）で生まれる。1927年1月場所において山分部屋から初土俵を踏み、小兵ながら一気に土俵際まで相手を押すか左を差したまま寄る正攻法の取り口で順調に出世していき、1933年5月場所で新入幕を果たした。
所属していた山分部屋は出羽海一門に含まれていたため、本場所中でも出羽海部屋・春日野部屋などの力士と共に稽古を行っていた。最終的に三役への昇進は果たせなかったが、自己最高位（前頭2枚目）となった1936年5月場所では清水川元吉を突き出しで破るなど、上位力士に対しても通用する力量を持っていた。
右膝の関節を捻挫したことで一度は幕尻まで番付を落としていたが、1939年1月場所では前頭4枚目と久しぶりに上位へ戻っていた。そんな中、駒ノ里は3日目に双葉山定次との対戦が組まれた。双葉山定次は取組前日までに68連勝を達成しており、世間では「双葉山の連勝がどこまで進むのか」「双葉山に土を付ける（連勝を止める）力士は誰なのか」に大きな注目が集められていた。また、出羽海一門の各部屋では「打倒双葉」を合言葉に、連日双葉山対策として早朝からの猛稽古と深夜までの研究・対策会議に明け暮れていた。取組当日、駒ノ里は双葉山が繰り出した強烈な上手投げに敗れ、連勝は69までに伸びた。その翌日、駒ノ里は朝稽古でこの日に双葉山と対戦する安藝ノ海節男を指名して稽古を行ったが、安藝ノ海が双葉山を外掛けで破り、連勝を止める殊勲の星を挙げた。駒ノ里は後年、「69連勝目の相手がワシだ」と語り草にしていた。
1942年5月場所は十両で相撲を取っていたが、この場所で大きく負け越したことで体力の限界を感じて現役を引退、引退直後に師匠・山分が廃業したために部屋を継承したが、戦後直後に部屋を閉鎖して出羽海部屋所属の年寄として後進の指導に当たった。桟敷主任などを務め、1971年3月16日に脳出血で死去、61歳没。

## 主な成績
- 通算成績：194勝192敗18休　勝率.503
- 幕内成績：74勝103敗12休　勝率.418
- 現役在位：44場所
- 幕内在位：15場所
- 各段優勝
  - 十両優勝：1回（1934年1月場所）

### 場所別成績
| 1927年 （昭和2年） | （前相撲）          | （前相撲）         | 序ノ口 2–4              | 西序ノ口21枚目 4–2 |
| 1928年 （昭和3年） | 東序ノ口13枚目 4–2  | 西序二段31枚目 2–4 | 東序二段31枚目 5–1      | 東序二段31枚目 5–1 |
| 1929年 （昭和4年） | 東三段目29枚目 1–5  | 東三段目29枚目 2–4 | 西序二段5枚目 4–2       | 西序二段5枚目 3–3  |
| 1930年 （昭和5年） | 西三段目27枚目 5–1  | 西三段目27枚目 3–3 | 西幕下31枚目 5–1        | 西幕下31枚目 5–1   |
| 1931年 （昭和6年） | 東幕下8枚目 1–5     | 東幕下8枚目 4–2    | 西幕下18枚目 2–4        | 西幕下18枚目 3–3   |
| 1932年 （昭和7年） | 西幕下11枚目 6–2    | 西幕下11枚目 7–3   | 東十両9枚目 8–3         | 東十両9枚目 7–4    |
| 1933年 （昭和8年） | 東十両筆頭 7–4      | x                  | 西前頭9枚目 2–9         | x                  |
| 1934年 （昭和9年） | 東十両筆頭 優勝 9–2 | x                  | 西前頭12枚目 4–7        | x                  |
| 1935年 （昭和10年） | 西前頭15枚目 5–6    | x                  | 西前頭16枚目 6–5        | x                  |
| 1936年 （昭和11年） | 西前頭10枚目 8–3    | x                  | 西前頭2枚目 1–5–5       | x                  |
| 1937年 （昭和12年） | 東前頭9枚目 2–7–2   | x                  | 西前頭17枚目 7–6        | x                  |
| 1938年 （昭和13年） | 東前頭12枚目 8–5    | x                  | 西前頭7枚目 7–6         | x                  |
| 1939年 （昭和14年） | 西前頭4枚目 7–6     | x                  | 東前頭3枚目 4–11        | x                  |
| 1940年 （昭和15年） | 西前頭13枚目 5–10   | x                  | 西前頭16枚目 8–7        | x                  |
| 1941年 （昭和16年） | 東前頭14枚目 0–10–5 | x                  | 西十両3枚目 8–7         | x                  |
| 1942年 （昭和17年） | 東十両3枚目 5–4–6   | x                  | 西十両5枚目 引退 3–12–0 | x                  |
| 各欄の数字は、「勝ち-負け-休場」を示す。 優勝 引退 休場 十両 幕下 三賞：敢=敢闘賞、殊=殊勲賞、技=技能賞 その他：★=金星 番付階級：幕内 - 十両 - 幕下 - 三段目 - 序二段 - 序ノ口 幕内序列：横綱 - 大関 - 関脇 - 小結 - 前頭（「#数字」は各位内の序列） |                     |                    |                         |                    |

### 幕内対戦成績
| 力士名   | 勝数 | 負数 | 力士名   | 勝数 | 負数 | 力士名         | 勝数 | 負数 | 力士名   | 勝数 | 負数 |
| -------- | ---- | ---- | -------- | ---- | ---- | -------------- | ---- | ---- | -------- | ---- | ---- |
| 青葉山   | 1    | 3    | 旭川     | 2    | 2    | 綾錦           | 0    | 2    | 射水川   | 1    | 2    |
| 大潮     | 3    | 3    | 大浪     | 4    | 2    | 大八洲         | 3    | 0    | 海光山   | 2    | 1    |
| 鏡岩     | 1    | 3    | 加古川   | 1    | 0    | 桂川           | 2    | 2    | 金湊     | 5    | 3    |
| 清美川   | 0    | 2    | 錦華山   | 1    | 0    | 九ヶ錦         | 1    | 1    | 源氏山   | 1    | 1    |
| 古賀ノ浦 | 0    | 1    | 越ノ海   | 0    | 1    | 小嶋川         | 3    | 1    | 小松山   | 0    | 1    |
| 佐賀ノ花 | 0    | 2    | 佐渡ヶ嶋 | 1    | 0    | 清水川         | 1    | 0    | 鯱ノ里   | 3    | 4    |
| 高登     | 2    | 0    | 太刀若   | 4    | 1    | 楯甲           | 2    | 6    | 玉錦     | 0    | 1    |
| 玉ノ海   | 1    | 4    | 太郎山   | 0    | 1    | 筑波嶺         | 3    | 2    | 鶴ヶ嶺   | 1    | 3    |
| 土州山   | 0    | 3    | 富ノ山   | 0    | 2    | 巴潟           | 3    | 3    | 名寄岩   | 0    | 4    |
| 錦谷     | 0    | 1    | 羽黒山   | 0    | 2    | 幡瀬川         | 1    | 1    | 磐石     | 2    | 3    |
| 番神山   | 3    | 2    | 備州山   | 0    | 1    | 冨士ヶ嶽       | 2    | 1    | 二瀬川   | 1    | 0    |
| 双葉山   | 0    | 5    | 前田山   | 0    | 3    | 松前山(渡嶋洋) | 3    | 1(1) | 男女ノ川 | 0    | 3(1) |
| 雷山     | 0    | 1    | 若瀬川   | 1    | 0    | 若浪           | 1    | 0    |          |      |      |

## 年寄変遷
- 秀ノ山 満長（ひでのやま みつなが）1942年5月-1944年11月
- 山分 満長（やまわけ -）1944年11月-1971年3月16日